# Naroa Baquedano
Naroa Baquedano Mezquiriz (Pamplona, 27 de agosto de 2006) es una jugadora de balonmano española que juega de primera línea para el Anaitasuna y la selección española.

## Trayectoria
Criada en la cantera del Anaitasuna navarro desde los 7 años. Baquedano desarrolla su juego en primera línea, en las posiciones de lateral izquierdo y central. Tiene una gran potencia física en la penetración y velocidad de pase.
La primera línea ha sido una de las puntas de lanza de la cantera navarra, consiguiendo el bronce en la Fase Final Cadete Femenina de la 2021/22 o los tres quintos puestos consecutivos en las fases finales juveniles de 2021/22, 2022/23 y 2023/24. Baquedano también formó parte del equipo que logró el ascenso a la actual División de Honor Oro.
En 2023 sufrió una grave lesión en su rodilla derecha, rompiéndose el ligamento cruzado anterior y el menisco. Se recuperó a tiempo para formar parte de la selección juvenil que participó en el Mundial de China en 2024. La temporada 2024/25 jugó con el equipo pamplonés en la División de Honor Oro. A finales de la 2024/25 se anunció su fichaje por el Aula Valladolid.

### Selección española
Internacional con la selección promesas y la selección juvenil, fue miembro de la generación campeona del Mundo en 2024 con Cristina Cabeza como entrenadora y dónde lucían la propia Baquedano además de otras grandes jugadoras como Belén Rodríguez, Udane Bernabé, Nayra Solís, Goundo Gassama o Marta Regordán. 
En 2025 empezó a participar en las concentraciones júnior españolas a las órdenes de Joaquín Rocamora y forman parte del grupo de tecnificación de la Federación a las órdenes de Ambros Martín.

## Trofeos y premios

### Con la selección
- 1 x  Campeonato del Mundo Juvenil (China 2024)
- 1 x  Campeonato de Europa cadete (Suecia 2022)
- 1 x  Campeonato Women's Mediterranean Handball Confederation Championship (Nefelio 2023).[10]